# 小松昌美
小松 昌美（こまつ まさみ）は、元TBSラジオ所属のレポーター。

## 来歴・人物
1985年に「954キャスタードライバー」としてTBSラジオの番組に出演し始める。
1998年に渡米し、アメリカのケンタッキー州に移住する。その後、2001年1月にハワイへ移住。

## 出演番組

### 過去の出演番組
- 古舘伊知郎・赤坂野郎90分!
- 土曜ニュースプラザ
- 土曜ワイドラジオTOKYO 永六輔その新世界
- 交通情報 - 埼玉県警交通管制センターから担当
- 森本毅郎・スタンバイ! （月曜日のコーナー担当）